# Mariela Castro
Pour les articles homonymes, voir Castro.
Castro  Espín est un nom espagnol. Le premier nom de famille, en général paternel, est Castro ; le second, en général maternel, souvent omis, est Espín.
Mariela Castro Espín, née le 27 juillet 1962 à La Havane, est une femme politique et militante associative cubaine, notamment engagée en faveur des droits LGBT.

## Biographie

### Origines, vie privée et études
Elle est la seconde fille de l'ancien président du Conseil d'État de la république de Cuba, Raúl Castro (à l'époque de sa naissance commandant des forces armées) et la nièce de Fidel Castro. Sa mère est Vilma Espín. Son frère Alejandro Castro Espín est colonel et conseiller au ministère de l'Intérieur et sa sœur aînée occupe de hautes fonctions au ministère de l'Éducation. Alors qu'elle n'est qu'un bébé, la crise de Cuba éclate et elle est confiée à ses grands-parents.
Mariée d'abord avec un guérillero chilien rencontré au Nicaragua, Juan Gutiérrez Fischmann (depuis recherché pour l'assassinat d'un sénateur du régime de Pinochet et qui vivrait toujours à Cuba), et qui lui donne une fille, elle est ensuite en couple avec Paolo Titolo, un photographe italien. Elle est également la mère d'un garçon et d'une autre fille.
Elle est diplômée en psychologie et a fait une thèse sur la transidentité.

### Carrière politique et associative

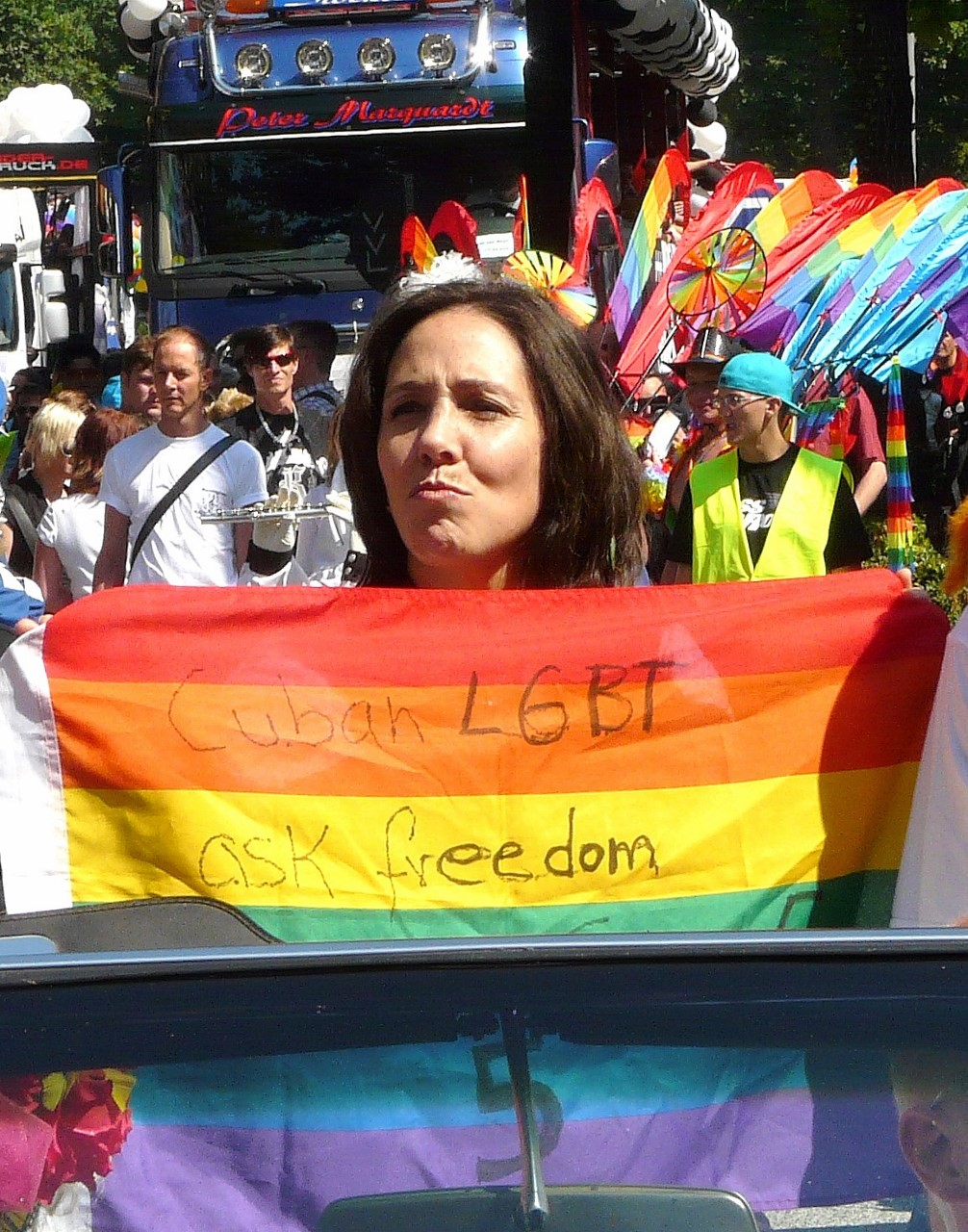
Mariela Castro à la gay pride de Hambourg (Allemagne), en 2010.

Au début des années 1980, elle souhaite partir pour la guerre d'Angola, où des milliers de Cubains combattent. Mais étant mère avec un enfant en bas âge, elle est contrainte de rester à Cuba. Elle peut néanmoins se rendre au Nicaragua où a lieu un autre conflit et où elle rencontre son premier mari.
Elle a participé aux campagnes pour le droit des LGBT (lesbiennes, gays, bisexuels et personnes trans), participant notamment à la gay pride cubaine. Dès ses 18 ans, alors présidente de la fédération des étudiants du parti et étudiante, elle participe à un débat où l'on décidait ou non de l'exclusion des homosexuels, dans un contexte où on les envoyait encore quelques années plus tôt (entre 1965 et 1967) dans des camps, les Unités militaires d'aide à la production (les UMAP), comme alternative au service militaire, avec de nombreux non-homosexuels, comme des hippies, des témoins de Jéhovah et des artistes idéologiquement « diversionnistes », des catégories de citoyens dont la conduite est jugée « impropre » par le régime cubain explique le sociologue Vincent Bloch. Elle se lève et déclare : « On ne peut pas exclure ces camarades, ce n'est pas une politique révolutionnaire. Parmi les combattants de la Sierra Mestra, il y avait des homosexuels et dans le gouvernement, il y en a encore ». Avec sa mère Vilma Espín, elle participe à insuffler un climat de tolérance à partir des années 1980 (l'homosexualité a été dépénalisée en 1979 et la sodomie en 1989). Elle est depuis devenue la directrice du Centre national d'éducation sexuelle de Cuba situé dans la capitale cubaine.
En 2008, elle a permis aux Cubains d'avoir le droit de changer de sexe dans leur pays sans payer aucune charge. Elle milite également pour le mariage homosexuel. Elle est également députée. Le 20 août 2014, elle s'oppose à un projet de loi à l'Assemblée contre les discriminations, qu'elle juge inefficace.
Ce combat en faveur des homosexuels lui vaut d'être invitée à une conférence à Los Angeles au printemps 2002, fait important car elle est la deuxième membre de la famille Castro (après Juanita) à remettre officiellement les pieds aux États-Unis depuis longtemps. Elle acquiert ainsi aux États-Unis une certaine notoriété médiatique. Elle en profite pour participer à la campagne en faveur de la libération des cinq espions cubains arrêtés en 1998. Elle accorde des interviews à des médias tels que le The New York Times, le Der Spiegel ou CNN, et prépare une autobiographie avec une journaliste américaine. En revanche, en avril 2017, à Madrid où elle assiste à un forum, elle refuse de répondre au journaliste du média HispanoPost et le traite de « moco pegado» (morve collée).
Offrant un visage acceptable de Cuba dans le monde, elle n'en est pas moins critiquée par des dissidents cubains. Yoani Sánchez a ainsi écrit : « Je ne comprends toujours pas que nous acceptons le droit pour chacun de faire l'amour avec l'être de son choix et que nous nous soumettions encore à la monogamie idéologique imposée par le régime », déplorant qu'elle ne se batte pas pour la liberté d'expression à Cuba. Mariela Castro réfute ces critiques et déclare que la dissidente n'est qu'une « mercenaire des États-Unis ». L’activiste cubain pour les droits LGBTI Lázaro Mireles, aujourd’hui interdit de retourner dans son pays, qui a travaillé avec elle, critique son action, et la qualifie de « manipulatrice ».
Pour Carlos Manuel Álvarez, journaliste et écrivain cubain, le Cenesex, organisme dirigé par Mariela Castro « fut une fenêtre de tolérance ouverte par la direction du pays […] comme fer de lance d’une stratégie publicitaire évidente, laver la face du régime homophobe ».
Mariela Castro a approuvé la répression de la manifestation LGBT interdite du 15 mai 2019 ainsi que les persécutions qui l’ont suivie.